# 南郷郵便局 (青森県)
南郷郵便局（なんごうゆうびんきょく）は青森県八戸市南郷にある郵便局。民営化前の分類では集配特定郵便局であった。局番号は84087。

## 概要
住所：〒031-0199 青森県八戸市南郷大字市野沢字市野沢37-2

## 沿革
- 1902年（明治35年）3月1日 - 市野沢郵便局（三等）として開局、貯金事務も取扱う[1]。
- 1933年（昭和8年）4月1日 - 中沢郵便局に改称[2]。
- 1937年（昭和12年）12月1日 - 電話交換業務開始[3]。
- 1975年（昭和50年）11月12日 - 電話交換業務を八戸電報電話局に移管[4]。
- 2004年（平成16年）9月6日 - 島守郵便局より集配事務を移管（これにより三戸郡南郷村内一円が集配区域となる）されるとともに、南郷郵便局に改称[5]。
- 2005年（平成17年）3月31日 - 南郷村が八戸市に編入合併されたため、八戸市に所在する郵便局となる。
- 2007年（平成19年）3月5日 - ゆうゆう窓口（郵便時間外窓口）を廃止し、配達センター局に移行。
- 2007年（平成19年）10月1日 - 民営化に伴い、併設された郵便事業八戸支店南郷集配センターに一部業務を移管。
- 2012年（平成24年）10月1日 - 日本郵便株式会社発足に伴い、郵便事業八戸支店南郷集配センターを南郷郵便局に統合。

## 取扱内容
- 郵便、印紙、ゆうパック、内容証明
- 貯金、為替、振替、振込、国際送金、国債
- 生命保険、バイク自賠責保険
- ゆうちょ銀行ATM - 振替対応・ホリデーサービス実施
- 八戸市内の一部地域（南郷地区：031-01xx、031-02xx地域）の集配業務

## 周辺
- 八戸市役所南郷事務所（旧南郷村役場）
- 道の駅なんごう

## アクセス
- 南部バス（市野沢線・軽米線） 市野沢停留所下車
- 八戸自動車道 南郷ICから西へ約1km
- 国道340号沿い
- 駐車場あり：3台